# 虎紋鳳梨
虎紋鳳梨（学名：Vriesea splendens）为鳳梨科鶯歌鳳梨屬下的一个种。